# 申东赫
申东赫（韓語：신동혁，1980年11月19日—，或1982年11月19日—）是出生于平安南道，居住于韩国的朝鲜脱北者。他的人生故事由美国《华盛顿邮报》记者哈登写成了《逃出14号劳改营》，书籍详细披露了他在价川集中營所受到的非人道待遇和极权主义的朝鲜政权，使更多的人认识朝鲜勞改营和集中营，但是後來申东赫承認此書內容並非完全真實，甚至有一部分脱北者说他的故事全是谎言。

## 生平
1982年，申东赫出生在平安南道价川市价川集中营，那是一个奴隶集中营，囚犯从出生到死亡通常为45岁。申东赫的父母都是集中营里的犯人，他们因为在集中营中表现出色而被奖励可以每年同床几次，因此生下了申东赫。申东赫很少看到他的父亲，他和母亲待在营地的另一个地方，一直到12岁。儿时，他经常看到母亲和其他人争夺食物，因为口粮不够。申东赫和父母及兄長没有强烈的感情意识，甚至与家人争夺粮食。申东赫总是被教导说，他被监禁是因为他父母的国家罪名，而他不得不努力工作，服从警卫，否则他会受到惩罚。申东赫在营地经过数次的暴力虐待，亲眼目睹过每年数十个人被执行死刑。长官为了惩罚他不小心摔坏缝纫机，把他的手指切断了。申东赫每天都看到成年囚犯和儿童遭到毒打，许多囚犯死于饥饿、疾病、酷刑和工作事故。申东赫学会了在集中营中如何更好的生存，吃老鼠、青蛙、昆虫是家常便饭，而常常他也会向守衛举报其他集中营囚犯来获得回报。
布莱恩·哈登在《逃出第十四号劳改营（Escape from Camp 14）》一書中寫道，申东赫14岁时，听到他母亲和哥哥试图逃出集中营的消息并向看守举报。然而他不但没有得到奖励，为了得到更多关于逃亡的信息，士兵折磨了他四天。士兵点燃木炭火烧红一个铁钩，划入他背部的皮肤,这使得他的胫骨和背部遗留了许多大伤疤和烧焦变皱的肉。1996年11月29日，申东赫亲眼看到了自己母亲和哥哥被公审处决申东赫观看公审处决的那一刻，他甚至认为他母亲应该为她的罪行而被处死，但是，当他到了韩国、美国之后，却困扰着他对母亲之死的看法。
申东赫和一个40岁的平壤出身的政治犯一起被派到一家纺织厂。申东赫从那个“政治犯”口中听到了从没吃过的食物，如鸡肉、猪肉和牛肉。对他而言，几乎每顿饭都是稀粥、白菜、玉米，偶尔吃野生老鼠和昆虫。为了吃到好的食物，他决定逃出纺织厂。2005年1月2日，申东赫和政治犯一起在370米的山脊上爬上电栅栏，他们耐心地等待警卫和看守消息，直至警卫和看守消失为止，然后试图逃亡。可是政治犯在有电铁丝网上当场死亡，而申东赫则逃过了一劫，但自己的腿被烧伤了。
越狱之后，申东赫逃到价川集中营附近农村的一个农夫的谷仓，并且发现了一件军装。申东赫假扮朝鲜士兵，依靠沿途乞讨和偷窃一路往北走。申东赫偷了一袋子大米，然后在平安南道北仓郡的市场卖出去，换取了饼干和香烟。最后，申东赫在中朝边界的图们江用食品和香烟贿赂了朝鲜边防兵，然后来到了中国。申东赫在中国各地打工、流浪，后来在上海的一家餐厅被记者发掘，记者带他去韩国大使馆寻求政治庇护。申东赫去了韩国，但是他在韩国受到韩国政府的质疑，认为他是一个间谍。申东赫的故事在媒体播出，而他也在韩国出了一本回忆录，不过销售状况并不理想。后来搬迁到了美国加利福尼亚州，在一个为朝鲜人民争取权益的非营利性组织工作。
2015年4月4日，申东赫和Leeann Roybal结婚。2017年6月30日，生下一个名叫Lucas Yohan Shin的男孩，2019年生下一个女孩。

## 朝鲜的反驳
2014年9月朝鲜曾发布影片反驳申东赫的“故事”。视频中说申东赫出生于1980年11月19日，而不是1982年。申东赫认为已经死了的父亲出现在视频中，并且声称他们从未关押在所谓的“政治犯收容所”。申东赫的父亲声称他背部的伤痕是2岁时喂狗烫伤的，腿部的伤痕是在煤矿工作时被矿车轧伤的，因为感染治疗了2年；平安北道云山郡富兴里（부흥리）富兴矿山（부흥광산）管理人说申东赫于2002年左右到富兴矿山工作，他手指被截断发生在2003年，原因是矿堆坍塌。视频还说申东赫母亲和哥哥1996年4月因为杀人被判处死刑。
朝鲜2014年9月向联合国提供的资料显示，申东赫出生于平安南道北仓郡石山里（평안남도 북창군 석산리），后来搬家到平安南道北仓郡凤仓里（평안남도 북창군 봉창리）并在此居住直到脱北之前。申的父亲申镜燮（신경섭）1972年1月和申的生母张惠京（장혜경）结婚，1972年10月大儿子申希根（신히근）出生。申的父亲1975年因为掠取国家财产（국가재산략취행위로 중범죄）入狱，申东赫所谓的父母在“政治犯收容所”“表彰结婚（표창결혼）”纯属捏造。申东赫的父亲和继母李仙姬（리선희）现在居住在Kalgol洞（葛骨洞，갈골동）。资料还显示，申东赫2001年6月在平安南道北仓郡凤仓里强奸一名13岁女生，2002年因为非法越境被中国公安机关遣返回朝鲜。

## 承认证言有误
2015年1月18日，申東赫表示自己此前所言並不完全真實。他在facebook向讀者道歉，承認書中的部份內容與事實不符，包括申東赫指自己在14号劳改营為了糧食，曾舉報媽媽及兄長的逃獄計劃，目擊兩人遭當局處決，但事实上他们后来被移到了18号劳改营，他是在那里听说的妈妈和兄長的计划。

## 争议
在韩国，一部分脱北者说他的话全是谎言，甚至2008年在大韩民国国家情报院工作的前职员表示“申根本就不是收容所出身，他有很多同学在韩国”。

## 书籍
- 《逃离14号劳改营》，哈登。（中文）
- Harden, Blaine. . 29 March 2012: 224. ISBN 9781101561263 （英语）.